# Hòn Bà
Hòn Bà, auch Lady Islet oder Lady Island genannt, ist eine vietnamesische Insel im Südchinesischen Meer rund 200 Meter vor der Küste bei Vũng Tàu. Die Insel gehört zur Provinz Bà Rịa-Vũng Tàu. Hòn Bà ist eine Gezeiteninsel, die bei Niedrigwasser über einen schmalen Landstreifen mit dem Festland verbunden ist. Die Insel ist wegen ihres buddhistischen Tempels bekannt.
Die Insel misst rund 130 Meter in der Länge und ist maximal 90 Meter breit und hat eine Fläche von rund 0,9 Hektar.